# Tom Clancy's The Division Heartland
Tom Clancy's The Division Heartland fue un juego de acción y disparos en tercera persona, gratuito, que estaba siendo desarrollado por Red Storm Entertainment y publicado por Ubisoft. Estaba planeado como un spin-off independiente dentro del universo de The Division. Heartland iba a lanzarse para PlayStation 4, PlayStation 5, Windows, Xbox One, Xbox Series X/S y Amazon Luna .

## Jugabilidad
A diferencia de los dos primeros juegos de la saga, Heartland habría estado ambientado en la América rural, en la ciudad ficticia de Silver Creek. El juego habría contado con dos modos principales.
El primer modo, "Storm Operations", sería un modo jugador contra jugador contra entorno (PvPvE), con un máximo de 45 jugadores. En este modo, los jugadores habrían tenido que enfrentarse a agentes de una facción rebelde conocida como los Vultures, mientras intentaban sobrevivir a un virus.
El segundo modo, llamado "Excursion Operations", habría sido un modo jugador contra entorno (PvE) en el que los jugadores completarían misiones y recolectarían botín y equipo.
En su lanzamiento, el juego habría incluido tres clases de personajes (experto en armas, médico y superviviente) y seis personajes jugables.
Además, el juego habría incorporado elementos de los juegos de supervivencia. Por ejemplo, los jugadores tendrían que gestionar su nivel de hidratación. Las Zonas de Contaminación habrían reemplazado a las Zonas Oscuras de los juegos anteriores, con ubicaciones que cambiarían constantemente. Para acceder a estas áreas, los jugadores necesitarían usar filtros de respiración, pero a cambio obtendrían botín mucho más valioso.
El juego también habría contado con un ciclo de día y noche, donde la inteligencia artificial de los enemigos sería más alerta y peligrosa durante la noche.

## Desarrollo
Red Storm Entertainment lideró el desarrollo del título gratuito, mientras que RedLynx y Ubisoft Bucarest brindaron asistencia. Según Keith Edwards, director creativo del juego, Heartland habría contado con una "jugabilidad de supervivencia simplificada"  Originalmente, el juego fue concebido como un modo battle royale dentro de Tom Clancy's The Division 2 
El juego fue anunciado oficialmente en mayo de 2021. Estaba previsto para lanzarse en PlayStation 4, PlayStation 5, Windows, Xbox One, Xbox Series X/S y Amazon Luna. Al jugar Heartland, los jugadores también recibirían recompensas en Tom Clancy's The Division 2 y en el juego móvil Tom Clancy's The Division Resurgence. 
Tras su anuncio, se realizaron múltiples pruebas públicas, pero el juego también fue retrasado en varias ocasiones sin previo aviso. Ubisoft anunció su cancelación en un informe financiero el 15 de mayo de 2024.